# Paralympische Zomerspelen 1968
De IIIe Paralympische Spelen werden in 1968 gehouden in Tel Aviv, Israël. De bedoeling was dat de spelen, net zoals de Olympische Spelen dat jaar in Mexico-Stad (Mexico) gehouden zouden worden. Maar de Mexicaanse regering zag hiervan af vanwege de moeilijkheden die het met zich meebracht.

## Medaillespiegel
Het IPC stelt officieel geen medaillespiegel op, maar geeft desondanks een medailletabel ter informatie. In de spiegel wordt eerst gekeken naar het aantal gouden medailles, vervolgens de zilveren medailles en tot slot de bronzen medailles.
De onderstaande tabel geeft de top-10, aangevuld met België. In de tabel heeft het gastland een blauwe achtergrond.
| Plaats | Land                     | NPC | Goud | Zilver | Brons | Totaal |
| 1      | Verenigde Staten         | USA | 33   | 27     | 39    | 99     |
| 2      | Groot-Brittannië         | GBR | 29   | 20     | 20    | 69     |
| 3      | Israël                   | ISR | 18   | 21     | 23    | 62     |
| 4      | Australië                | AUS | 15   | 16     | 7     | 38     |
| 5      | Frankrijk                | FRA | 13   | 10     | 9     | 32     |
| 6      | Bondsrepubliek Duitsland | FRG | 12   | 12     | 11    | 35     |
| 7      | Italië                   | ITA | 12   | 10     | 17    | 39     |
| 8      | Nederland                | NED | 12   | 4      | 4     | 20     |
| 9      | Argentinië               | ARG | 10   | 10     | 10    | 30     |
| 10     | Zuid-Afrika              | RSA | 9    | 10     | 7     | 26     |
|        |                          |     |      |        |       |        |
| 20     | België                   | BEL | 0    | 3      | 3     | 6      |

## Nederlandse medailles

### Goud
- Nederlandse Heren estafetteteam (John van der Star, Cees Broekman, Piet Makkes) (1 keer)
- Nederlands Dames estafetteteam (Verschoor, Janny Minholts, Ingrid van der Benden)(1 keer)Zwemmen
- Piet Makkes (2 keer) - Zwemmen
- Ingrid van der Benden (2 keer) - Zwemmen
- Noordam (2 keer) - Zwemmen & Tafeltennis
- Popke Popkema - Boogschieten
- Janny Minholts - Zwemmen
- Verschoor - Zwemmen
- Post - Tafeltennis

### Zilver
- Popke Popkema - Boogschieten
- Graveland - Zwemmen
- Ingrid van der Benden - Zwemmen
- Noordam - Tafeltennis
- Post - Tafeltennis

### Brons
- Janny Minholts - Zwemmen
- Starre - Zwemmen
- Verschoor - Zwemmen
- van Driel - Zwemmen

## Belgische medailles

### Zilver
- Richard de Zutter (2 keer) - Tafeltennis
- Lampo - Zwemmen
- Stevens - Tafeltennis

### Brons
- Lampo (2 keer) - Tafeltennis
- Bruyndonck - Tafeltennis
- Wilfred van Brauene - Rolstoelschermen

## Deelnemende landen
Het IPC geeft aan dat 29 landen meededen en geeft bovendien aan dat de volgende 28 Nationaal Paralympisch Comités tijdens de Spelen door een of meerdere sporters werden vertegenwoordigd: